# スキークロス

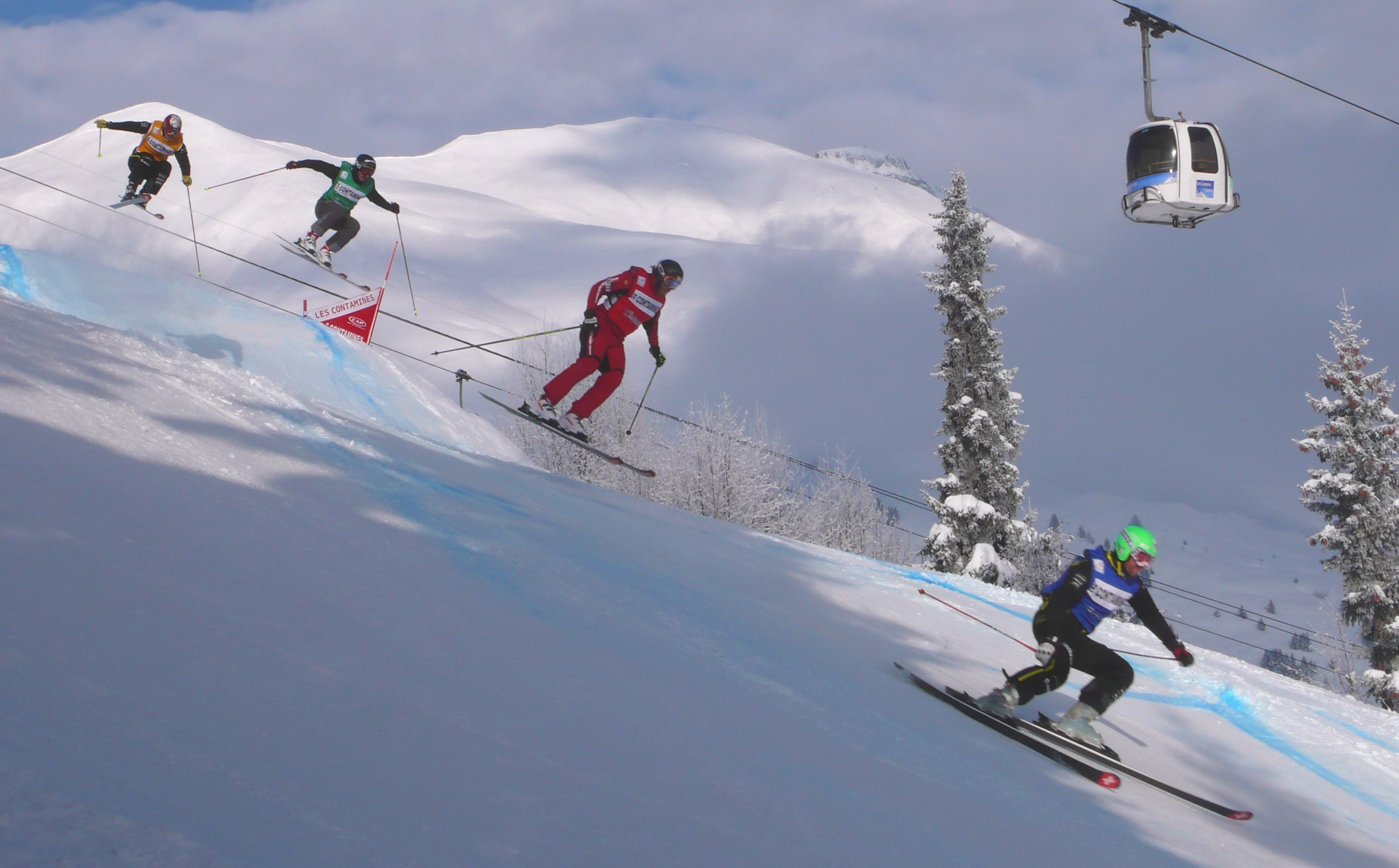
競技風景

スキークロス（英語: ski cross）は、フリースタイル・スキー競技の1つである。
雪上の障害物競走とも言われ、4～6人の選手が同時にスタート、バンクやウェーブ、ジャンプなどをクリアし、最初にゴールしたものが勝ちという、見ている側にとっても非常にわかりやすい競技内容である。レース中の選手同士のせめぎ合いや駆け引きなどが魅力である。
FISワールドカップにおいては2002年～2003年シーズンより正式種目となり、瀧澤宏臣が初代総合王者に輝いた。

## 歴史
古くからこういった形式のレースは存在していたが、現在の形式に落ち着いてきたのはスノーボードが早く、アメリカ人「ダミアン・サンダース」により、スノーボードクロス（ボーダークロス）として確立。
ヨーロッパやアメリカで個別に大会は開かれていたが、スノーボードのワールドツアーが確立されたとほぼ同時に、アメリカのスポーツ専門チャンネルであるESPNの主催する「Winter X-Games」で種目に採用されたことにより、一気にメジャーとなった。
冬季オリンピックでは、スノーボードクロスが2006年のトリノオリンピックより正式種目になり、一大会遅れてスキークロスも2010年のバンクーバーオリンピックより正式に加えられた。